# Claas Super-Junior
Der Super-Junior, auch als Claas-Junior bezeichnet, ist ein gezogener Schüttlermähdrescher von Claas. Er ist das kleinere Pendant zum Super, mit dem er sich die Technik des Quer-Längsfluss-Verfahrens teilt. Die Produktion startete 1953, ab 1960 wurde der Junior-Automatic angeboten, der eine hydraulische Bedienung hat. Der letzte Super-Junior wurde 1969 produziert. Seine Stundenleistung soll beim Mähdrusch im Durchschnitt 1250 kg Korn betragen.

## Technik

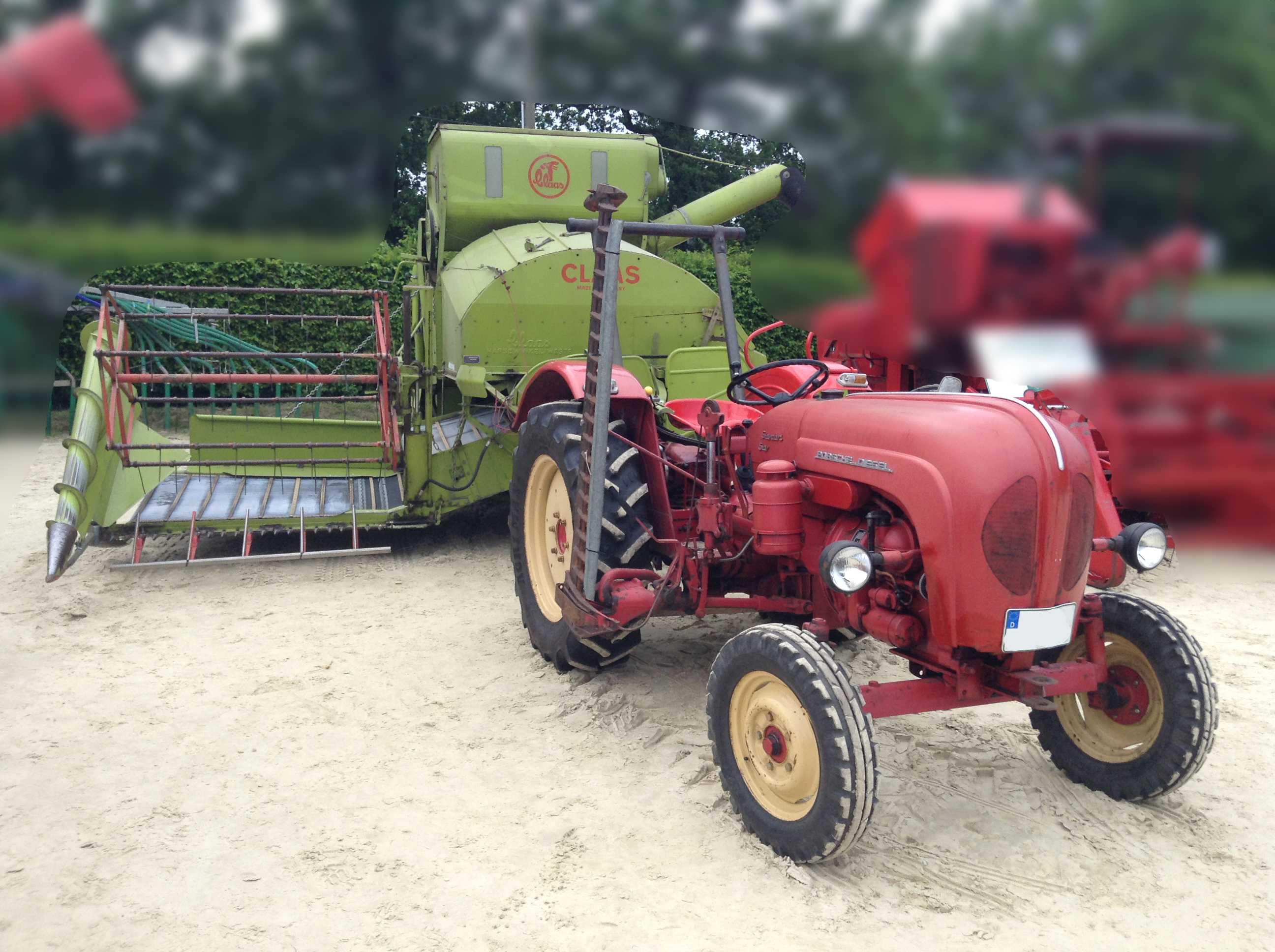
Porsche-Diesel Standard Star 238 mit Super-Junior Automatic

Der Super-Junior ist ein Kleinmähdrescher, der nach dem Quer-Längsfluss-Verfahren arbeitet: Das Getreide wird quer zur Fahrtrichtung gedroschen und längs der Restkornabscheidung zugeführt. Er ist neben Mähdrusch auch für Schwadendrusch, Hockendrusch und Standdrusch geeignet. Beim Mähdrusch wird der Super-Junior von einem Schlepper gezogen, er ist für Schlepper ab 25 PS (ca. 18,5 kW) Motorleistung konzipiert. Der Schlepper treibt das Schneidwerk, das Dreschwerk und die Restkornabscheidesysteme des Dreschers über die Zapfwelle an. Claas hat den Super-Junior auch mit einem Aufbauottomotor des Typs 122 von VW angeboten, der aus 1,2 l Hubraum eine Leistung von 23 PS (ca. 17 kW) schöpft. Der VW-Motor kann wahlweise alleine den Drescher antrieben, oder dabei von der Zapfwelle des Schleppers unterstützt werden. Sofern der VW-Motor eingebaut ist, reicht für den Betrieb des Super-Juniors ein Schlepper mit 15 PS (ca. 11 kW) aus, für Standdrusch kann auch ohne Aufbaumotor ein Schlepper mit 12 kW Motorleistung eingesetzt werden.
Das Schneidwerk mit 1650 mm Breite des Super-Juniors ist vorne rechts angebracht und läuft neben dem Drescher, der ziehende Schlepper und der Drescher fahren somit nicht durch das zu erntende Getreide. Es hat starre Halmteiler, auf Wunsch waren auch rotierende Halmteiler lieferbar. Eine große, sechsteilige Haspel und sechs Ährenheber sorgen dafür, dass das Getreide beim Abschneiden gerade steht und sauber nach hinten auf das Förderband fällt, das das Getreide in die Dreschtrommel befördert. Das Schneidwerk kann mechanisch in der Höhe verstellt werden. Beim Super Automatic war ein hydraulisch höhenverstellbares Schneidwerk serienmäßig eingebaut, das auch eine Federzinkenhaspel hat. Für den Schwadendrusch war für den Super-Junior eine Pickup-Vorrichtung verfügbar. Für den Transport des Dreschers wird das Schneidwerk um ca. 80° nach oben geklappt.
Die Dreschtrommel mit einem Durchmesser von 450 mm und einer Breite von 1250 mm ist längs vorne links in den Super-Junior eingebaut und (von hinten betrachtet) rechtsdrehend. Das Dreschgut wird schräg von unten tangential zugeführt. Sechs Schlagleisten in der Dreschtrommel treiben das Korn aus den Ähren. Von der Dreschtrommel wird das Stroh nach oben auf den Schwingschüttler geworfen, der die Restkornabscheidung übernimmt. Das Korn wird von einem verstellbaren Obersieb mit zusätzlichem Wechseluntersieb gereinigt (Fläche jedes Siebes ca. 0,8 m²), der nötige Wind wird durch ein Tonnengebläse erzeugt. Beim Super-Junior ist der Abstand zwischen Dreschkorb und Dreschtrommel, der sogenannte Dreschspalt, nicht im laufenden Betrieb einstellbar. Noch nicht ausgedroschenes Dreschgut wird mit der Überkehr wieder der Dreschtrommel zugeführt.

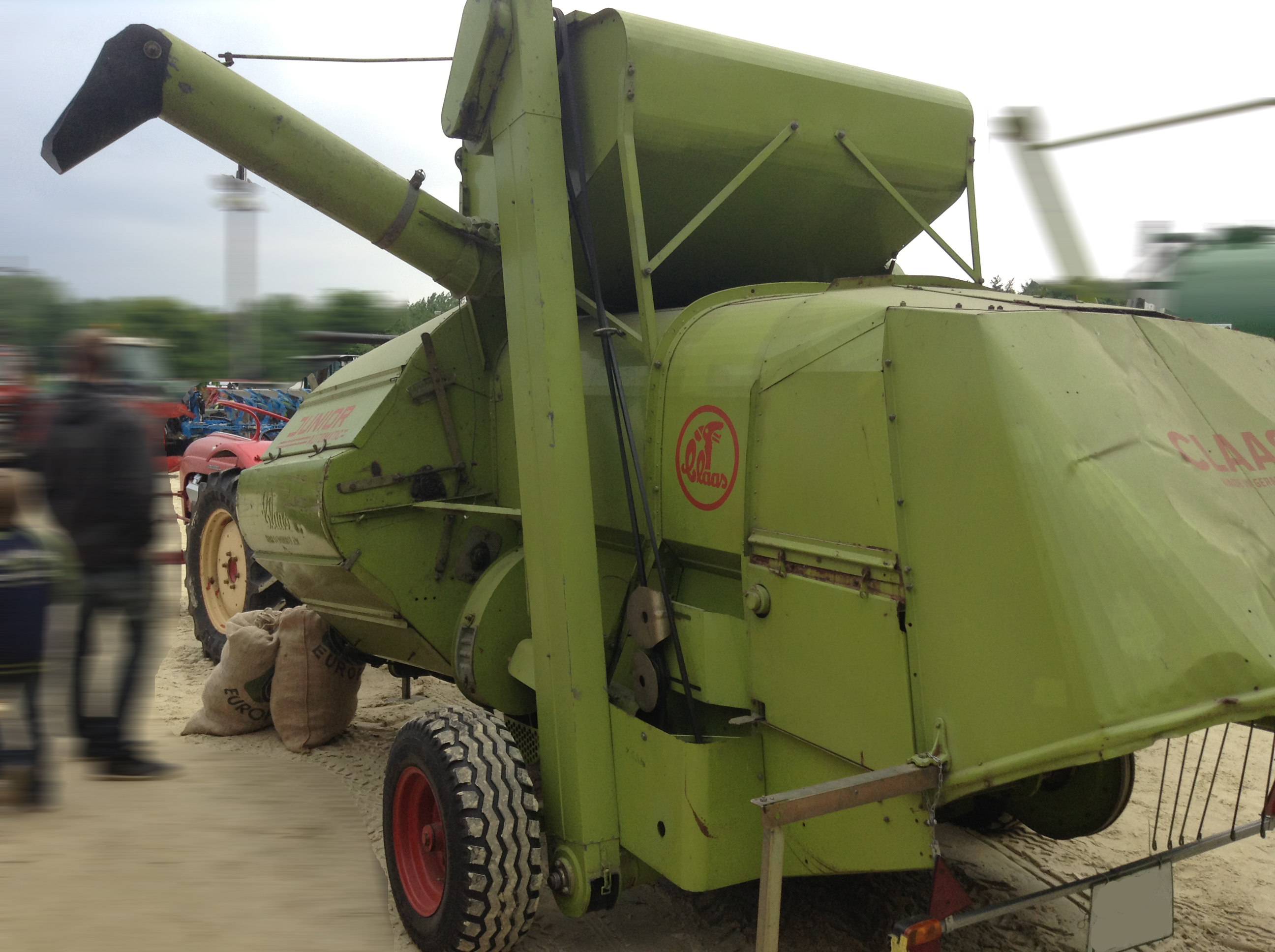
Claas Super-Junior Automatic mit Korntank und Abtankschnecke

Das vorgereinigte Korn wird mit einem Elevator auf das Dach des Dreschers zum Sortierzylinder gefördert, wo es in drei Qualitätsstufen sortiert und mit einer Absackvorrichtung von einem Maschinenbediener in Säcke gefüllt wird. Der Absackstand wurde im Laufe der Produktion vergrößert, sodass er ca. drei bis fünf volle Säcke transportieren kann, ehe sie abgeladen werden müssen. Eine Abladerutsche gibt es nicht. Im weiteren Verlauf der Produktion wurde der Absackstand durch einen Korntank ersetzt, der ca. 11 hl Korn fasst. Die Spreu kann auf Wunsch aufgefangen und ebenfalls abgesackt werden. Das Stroh wird bei frühen Maschinen von einer eingebauten Strohpresse mit 1000 mm (wahlweise 800 mm) Kanalbreite zu Strohbunden mit einem Gewicht zwischen 8 kg und 15 kg gepresst und wahlweise einfach oder doppelt gebunden. Später entfiel die Strohpresse.